# Planisticus
Planisticus is een kevergeslacht uit de familie van de boktorren (Cerambycidae). De wetenschappelijke naam van het geslacht werd voor het eerst geldig gepubliceerd in 2004 door Vives.

## Soorten
Planisticus omvat de volgende soorten:
- Planisticus breuningi Vives, 2004
- Planisticus nivosus (Fairmaire, 1893)
- Planisticus suturalis (Waterhouse, 1880)